# Eupetes macrocerus
Il garrulo ralloide della Malesia (Eupetes macrocerus Temminck, 1831) è un uccello passeriforme diffuso nel sud-est asiatico. È l'unica specie nota del genere Eupetes e della famiglia Eupetidae.

## Descrizione
È un uccello di media taglia, lungo 28-30 cm, per un peso di 66-72 g. Ha un lungo collo ed un lungo becco nero. Il piumaggio è prevalentemente bruno con sottogola e nuca rossastre e una stria bianca e nera che dal becco si dirige verso gli occhi per continuarsi sino al collo.

## Biologia
È un uccello schivo ed elusivo, che vive sul terreno delle foreste, nutrendosi di insetti che scova con il becco nella lettiera.
Poco o nulla si sa delle sue abitudini riproduttive, a parte il fatto che depone le sue uova, in genere due per covata, in nidi costruiti sul terreno al riparo della vegetazione.

## Distribuzione e habitat
L'areale di Eupetes macrocerus è ristretto alla penisola malese, Sumatra e Borneo.

## Tassonomia
La collocazione tassonomica di questa specie è sempre stata controversa. Già nel 1952 Serle (1952) aveva evidenziato alcune somiglianze morfologiche con le due specie del genere africano Picathartes, ma Sibley e Ahlquist nella loro classificazione degli uccelli del 1990 considerarono tali somiglianze come frutto di mera convergenza evolutiva. Solo nel 2007 l'ipotesi ha avuto la conferma di studi basati sull'analisi molecolari del DNA che hanno confermato la parentela del genere Eupetes con Picathartes nonché con il genere sudafricano Chaetops. Ciascuno dei suddetti tre generi è attualmente collocato dal Congresso Ornitologico Internazionale in una famiglia monotipica (rispettivamente Eupetidae, Chaetopidae e Picathartidae). Le tre famiglie sono attualmente considerate come un gruppo basale nell'albero filogenetico dei Passerida, per il quale è stato proposto il rango di superfamiglia (Picathartoidea).

## Conservazione
A causa del declino numerico della popolazione, dovuto alla progressiva riduzione del suo habitat, la IUCN Red List classifica Eupetes macrocerus come specie prossima alla minaccia di estinzione (Near Threatened).